# Porsche-Arena
Porsche Arena är en idrotts- och evenemangsarena. Den finns i Stuttgart, Tyskland.

## Evenemang
- Världsmästerskapet i handboll för herrar 2007
- Porsche Tennis Grand Prix